# Степанос Сюнеци
Степано́с Сюнеци́  (арм. Ստեփանոս Սյունեցի; около 680 — 21 июля 735) — армянский книжник, богослов, грамматик, переводчик, поэт и музыкант. Святой Армянской апостольской церкви, митрополит сюникский.

## Биография
О родителях Сюнеци известно только то, что отец был священником в Двине.  Начальное образование получил в Вагаршапате, после — в Сюникской семинарии в монастыре Макеняц в гаваре Сотк, где учился у Мовсеса Кертога. Из-за взглядов преследовался Смбатом Багратуни, вследствие чего около 710 году уехал в Афины где усовершенствовал образование, а примерно в 712 году переехал в Константинополь, где учился греческому и латинскому языкам, изучил богословие, философию, музыку и др.. После возвращения на родину некоторое время занимался переводами, затем был рукоположён в епископы Сюника.
Был убит в местечке Ехегнадзор гавара Вайоц Дзор рукой одной женщины во время проповеди.

## Творчество
Является одним из крупнейших представителей армянской патристики. Сюнеци автор толкования грамматического сочинения Мовсеса. Около 715—718 годах он перевел также грамматический труд Дионисия Фракийского. Он считает литературу первоисточником материала и опору грамматики, говорит о важной роли грамматики в создании новых поэтических произведений и критике литературных текстов, о его роли в решении вопросов орфоэпии и правописания. В классификации слов Сюнеци считает необходимым учёт их функций в предложении и отстаивает вербоцентрический подход, в число местоимений включает и указательные. Указал на наличие многих диалектов армянского языка.
Степаносу Сюнеци принадлежат также воскресные «Главные гимны» на 8 гласов, каждый из которых состоит из 10 кцурдов и связано с одной из библейских песней. 
Его часто путают со Степаносом Сюнеци I.
До нас дошла его рукопись «Полезный анализ определений Давида и Порфирия», где комментируются трактаты «Определения философии» Давида Анахта и «Введение» Порфирия.

## Исторические источники
- Мхитар Айриванеци, История святого митрополита Степаноса Сюникского